# 库洛尔
库洛尔（法語：Coulaures，法語發音：[kulɔʁ]）是法国多尔多涅省的一个市镇，位于该省中东部偏北，原属佩里格区，2017年起划至农特龙区。

## 地理
库洛尔（45°18'24"N, 0°58'47"E）面积28.87 平方千米，位于法国新阿基坦大区多爾多涅省，该省份为法国西南部内陆省份，是法國本土面积第三大的省，大致对应佩里戈尔地区，北起顺时针与夏朗德省、上维埃纳省、科雷兹省、洛特省、洛特-加龙省、吉倫特省和滨海夏朗德省接壤。
与库洛尔接壤的市镇（或旧市镇、城区）包括：圣日耳曼德普雷、马亚克、萨维尼亚克-莱塞格利斯、圣若里拉布卢、圣庞塔利-代克西德伊、图尔图瓦拉克、圣厄拉利当斯、屈布雅克-欧韦泽尔-瓦勒当斯。

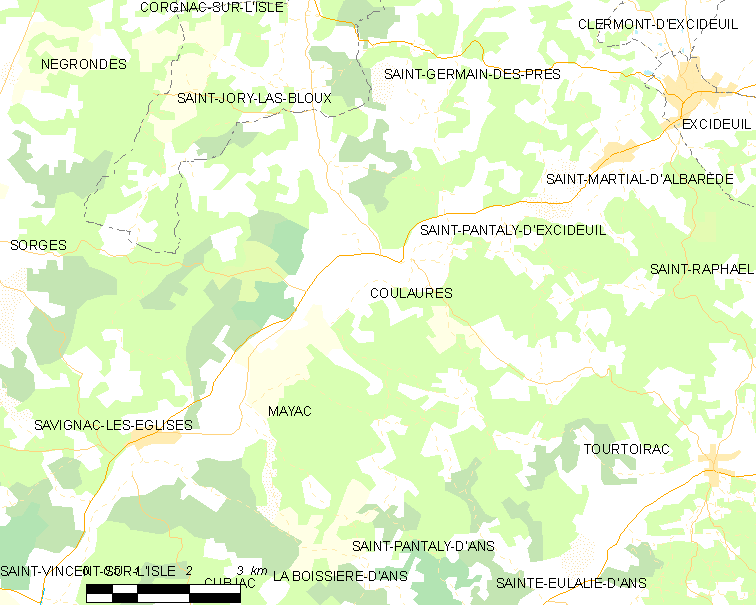
库洛尔的OSM定位图

库洛尔的时区为UTC+01:00、UTC+02:00（夏令时）。

## 行政
库洛尔的邮政编码为24420，INSEE市镇编码为24137。

## 政治
库洛尔所属的省级选区为伊勒-卢-欧韦泽尔县。

## 人口

1962-2008年间库洛尔人口变化图示

库洛尔于2022年1月1日时的人口数量为758人。